# Tills Frank skiljer oss åt
Tills Frank skiljer oss åt är en svensk komedifilm från 2019. Filmen är regisserad av Leif Lindblom och skriven av Peter Magnusson. Huvudrollerna spelas av Liv Mjönes, Peter Magnusson, Erik Johansson, tillsammans med Emma Molin, Allan Svensson och Boris Glibusic.
Filmen hade biopremiär i Sverige den 18 oktober 2019, utgiven av Nordisk Film.

## Handling
Vera har tröttnat på singellivet och längtar efter den stora kärleken. Hon är visserligen dödligt kär i sin charmige kollega Frank, men hennes livscoach tycker det är dags att Vera sänker sina krav, mållåser på en hyfsad kille och sätter fart på sitt liv. En komedi om beslutsångest, längtan efter att hitta den rätte och om hur små vita lögner leder till oväntade situationer utom all kontroll.

## Rollista
| - Liv Mjönes – Vera - Peter Magnusson – Carl-Johan - Erik Johansson – Frank - Emma Molin – Mellen - Allan Svensson – Mats - Boris Glibusic – Jakob - Ariana Lleshaj – Jasmine - Caroline Johansson Kuhmunen – Taxichaufför | - Johanna Lazcano – Gisela - David Lenneman – Mikael - Ida Karolin Johansson – Full väninna - Katrin Sundberg – Livscoach - Lisbeth Johansson – Sia - Per Burell – Besudlad Man - Per Sinding-Larsen – Norrman |